# Бесан (Па де Кале)
Бесан (фр. Beussent) насеље је и општина у североисточној Француској у региону Север-Па д Кале, у департману Па де Кале која припада префектури Montreuil.
По подацима из 2011. године у општини је живело 516 становника, а густина насељености је износила 32,39 становника/km². Општина се простире на површини од 15,93 km². Налази се на средњој надморској висини од 32 метара (максималној 151 m, а минималној 26 m).

## Демографија
| 1962. | 1968. | 1975. | 1982. | 1990. | 1999. | 2011. |
| ----- | ----- | ----- | ----- | ----- | ----- | ----- |
| 417   | 455   | 421   | 413   | 450   | 411   | 516   |

График промене броја становника у току последњих година